# Эксперимент Афшара
Эксперимент Афшара — оптический эксперимент, предложенный Шахрияром Афшаром в 2004 году для проверки принципа дополнительности Нильса Бора. Этот принцип является центральным в квантовой механике и в физическом сообществе всегда присутствовали его различные интерпретации.
Эксперимент Афшара представляет собой вариант двухщелевого эксперимента для фотонов, в котором якобы проявляются одновременно волновые и корпускулярные свойства фотонов, нарушая, по утверждению автора, принцип дополнительности.
Эксперимент был проведён Афшаром и неоднократно воспроизведён другими авторами. Результаты эксперимента были доложены на конференции Американского института физики и вызвали большие споры об их интерпретации в физическом сообществе. Большинство ответов сводится к тому, что нарушения принципа дополнительности в этих экспериментах не происходит, причём указываются различные причины этого.